# Bengt Morberg
Bengt Morberg (Västerås, 1 juni 1897 - Västerås, 26 september 1968) was een Zweedse turner. 
Morberg won met de Zweedse ploeg de gouden medaille in de landenwedstrijd Zweeds systeem.

## Resultaten

### Olympische Zomerspelen
| Jaar | Plaats    | Resultaten                           |
| ---- | --------- | ------------------------------------ |
| 1920 | Antwerpen | in de landenwedstrijd Zweeds systeem |